# Stamhuset Bidstrup
Stamhuset Bidstrup oprettedes af Bidstrup den 22. juli 1763 af etatsråd Gerhard Hansen de Lichtenberg og hustru, Bodil Hofgaard, for deres søn, Hans Henrik de Lichtenberg og hans afkom.
Om successionen bestemtes, "at den ældste af Sønnerne skal tiltræde Stamhuset, Søn efter Faderen, ældre for den yngre, saalænge i den nedstigende Linie nogen mandlig Arving er til, „men i deszen mangel arves og tiltrædes Stamhuset af den sidste Besidders ældste Datter" og hendes ældste Søn, naar hun ved Døden afgaar, samt fremdeles Søn efter Fader, saa længe nogen i nedstigende Linie er til." Eventuelt falder Stamhuset til nærmeste Sidelinie og tiltrædes af ældste Broder, hans Sønner, men om ingen Sønner eller Sønnesønner i den Linie findes, da forbigaaes samme, og tiltræder den dernæst ældste Broder eller hans Søn og Afkom Stamhuset, Søn efter Fader og siden Døttre, naar ingen Søn er til. Substituerede ere:
- 1. Erectors Døttre og Afkom: 1) Geske, f. 1733, † 1766, gift med Christen de Linde til Engelsholm, 2) Bodil, f. 1735, gift med Cancelliraad de Lichtenhielm (ei Børn), 3) Abel, f. 1739, †  1810, gift med Etatsraad Lars de Thygeson, † 1812, til Bygholm, 4) Elisabeth Cathrine, f. 1743, †  1807, gift med Frederik Ludvig Christian Beenfeldt, f. 1741, † 1801, til Serritslevgaard, Kammerherre, Oberst (ei Børn).

- 2. Hans Hustru, Bodil Hofgaard, f. 1711, † 1795, hendes Søskende og Afkom, nemlig: 1) Elisabeth Cathrine Hofgaard, gift med Peter Bering, 2) Erik Hofgaard, og 3) Gertrud Hofgaard, gift med Hans Cordsen.

- 3. Erectors nærmeste Slægt.
- 4. Den sidste Besidders mødrene Slægt.
- 5. In omnem eventum udnævner Kongen."